# Wermund

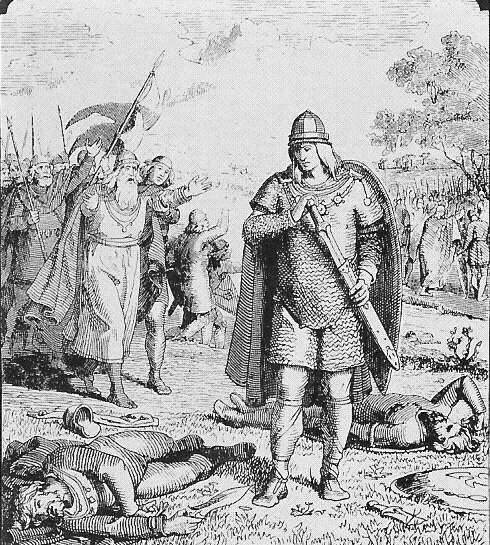
Vormund rennt los, um seinen triumphierenden Sohn Offa zu umarmen. Illustration des Dänen Lorenz Frølich in einem Buch aus dem 19. Jahrhundert.

Wermund, Wærmund oder Garmond ist ein Vorfahre des Königshauses von Mercia.
Er war ein Sohn von Wiglek und Vater von Offa. Die angelsächsische Chronik bezeichnet ihn als Enkel Wodens, aber die von Saxo Grammaticus verfasste Gesta Danorum geht nicht weiter als bis zu seinem Vater, während die Brevis Historia Regum Dacie von Sven Aggesen Vormund als Sohn von König Frothi hin Frokni bezeichnet.
Nach den Gesta Danorum war seine Herrschaft lang und friedlich, obwohl ihre Blütezeit durch Überfälle eines kriegerischen Königs namens Athisl von Myrging überschattet wurde, der Frowin, den Herrscher von Schleswig, in einer Schlacht tötete. Frowins Tod wurde von seinen beiden Söhnen Ket und Wig gerächt.
Er wird in den Zeilen 1958–1963 des angelsächsischen Epos Beowulf als Garmond, der Vater von Offa und Großvater von Eomær, erwähnt.
| … forþam Offa wæs geofum and guðum gar-cene man, wide geweorðod; wisdome heold eðel sinne, þonon Eomær woc hæleðum to helpe, Heminges mæg, nefa Garmundes, niða cræftig. | … so wurde Offa gelobt für sein Kämpfen und Können von fernen Männern, der speerkräftige Krieger; weise regierte er über sein Reich. Eomær erwachte zu ihm, Hilfe der Helden, Bruder von Hemming, Enkel von Garmond, grimmig im Krieg. (Übersetzung von Gummere’s translation) |